# Florica Petcu-Dospinescu
Florica Petcu-Dospinescu (n. 11 martie 1951, Bolovani, România) este o canotoare română. Ea a concurat la Jocurile Olimpice de vară din 1976 și la Jocurile Olimpice de vară din 1980.

## Distincții
- Medalia „Meritul Sportiv” clasa I (18 august 1976) „pentru rezultatele deosebite obținute la Jocurile olimpice de vară de la Montreal – 1976, precum și pentru contribuția adusă la dezvoltarea activității sportive și la creșterea prestigiului sportului românesc pe plan internațional”[5]
- Medalia „Meritul Sportiv” clasa I (15 aprilie 1981) „pentru rezultatele deosebite obținute la Jocurile olimpice de vară de la Moscova – 1980, precum și pentru contribuția adusă la dezvoltarea activității sportive și la creșterea prestigiului sportului românesc pe plan internațional”[6]